# Uyea
Uyea är en ö i Storbritannien.   Den ligger i kommunen Shetlandsöarna och riksdelen Skottland, i den norra delen av landet, 1 000 km norr om huvudstaden London. Arean är 2,1 kvadratkilometer.
Terrängen på Uyea är platt. Öns högsta punkt är 40 meter över havet. Den sträcker sig 2,2 kilometer i nord-sydlig riktning, och 2,3 kilometer i öst-västlig riktning.